# Тери Канг
Тери Канг је врх у источним Хималајима, која се налази на северу Бутана. 7.124 м висока планина налази се у националном парку Џигме Дорџи, 2,23 километара североисточно од планине Тунгшанђабу. Због мале висине превоја од 464 м, Тери Канг се не сматра као независна планина. Према Хималајском Индексу, на планину Тери Канг се још увек није званично попела ниједна експедиција.